# Quint Minuci Rufus (cònsol 197 aC)
Quint Minuci Rufus (en llatí: Quintus Minucius C. f. C. n. Rufus) va ser un magistrat romà que visqué a cavall dels segles iii i ii aC. Formava part de la branca plebea de la gens Minúcia.
Va ser edil plebeu l'any 201 aC i pretor el 200 aC i va obtenir el Brútium com a província. Va dirigir una investigació sobre el robatori del temple de Proserpina a Locres Epizefiris i va descobrir una conspiració en aquesta zona i com que no havia acabat les seves tasques va veure prorrogat el seu imperium per un any més.
L'any 197 aC va ser elegit cònsol amb Gai Corneli Cetege i va fer la guerra als bois, però no va aconseguir els honors del triomf per part del senat i enfadat els va celebrar de manera privada al Mont Albà.
El 189 aC va ser un dels deu comissionats enviats a la província d'Àsia després de la derrota d'Antíoc III el Gran. El seu nom apareix al senatusconsultum de Bacchanalibus (186 aC) com un dels senadors presents. L'any 183 aC era un dels tres ambaixadors enviats a la Gàl·lia i aquesta és la darrera vegada que s'esmenta el seu nom.